# Piper gilvibaccum
Piper gilvibaccum är en pepparväxtart som beskrevs av William Trelease. Piper gilvibaccum ingår i släktet Piper och familjen pepparväxter. Inga underarter finns listade i Catalogue of Life.